# Sigottier
Sigottier település Franciaországban, Hautes-Alpes megyében. Lakosainak száma 84 fő (2022. január 1.). Sigottier Aspremont, La Bâtie-Montsaléon, L’Épine, Montclus, La Piarre és Serres községekkel határos.

## Népesség
A település népessége az elmúlt években az alábbi módon változott:
| Lakosok száma | 81   | 57   | 69   | 67   | 84   | 87   | 92   | 87   | 85   | 84   |
|               | 1968 | 1982 | 1990 | 2006 | 2013 | 2015 | 2017 | 2019 | 2020 | 2022 |